# Prionostemma leucostephanon
Prionostemma leucostephanon is een hooiwagen uit de familie Sclerosomatidae.